# Luis María Rongo
Luis María Rongo (n. San Isidro, Argentina; 1915 - 1981) fue un futbolista argentino que se desempeñó como delantero en varios equipos de Argentina, como River Plate, Platense y Temperley, entre otros. Se lo recuerda por ser junto con Bernabé Ferreyra el único jugador de River Plate con un promedio mayor a un gol por partido.

## Trayectoria

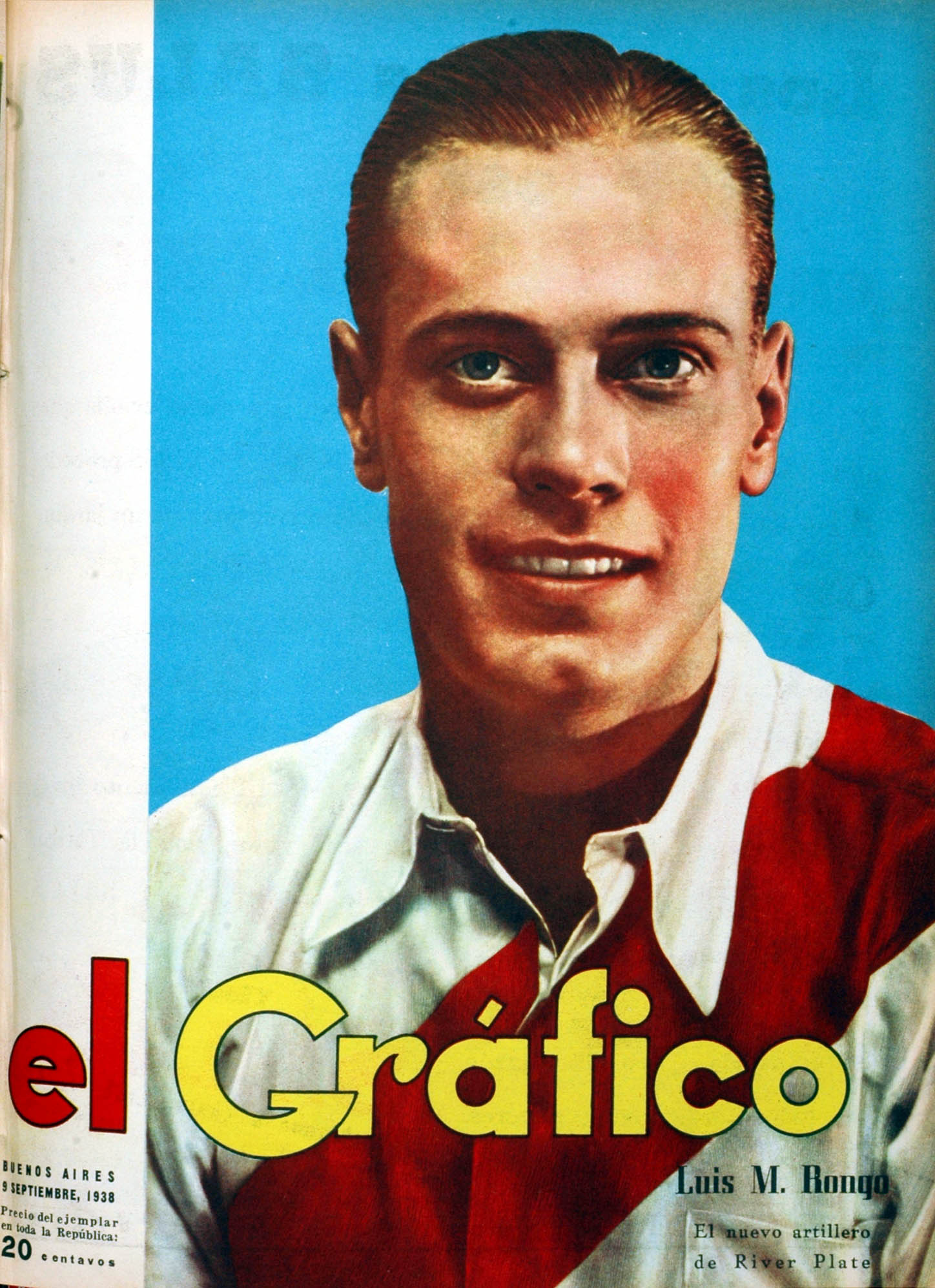
Luis María Rongo (River) en 1938.

Fue sucesor de Bernabé Ferreyra, en River Plate, en cuanto a la potencia de su remate, la que le permitió anotar muchos goles superando la resistencia de las manos de los arqueros y levantando redes.
En 1933 convirtió 44 goles en un torneo de divisiones inferiores y muchos de ellos de tiro libre.
Una vez, en un amistoso en Mendoza, hizo un gol rompiendo los piolines de la red del arco adversario. 
Rongo tiene un récord significativo, sumamente curioso, cuando en el Campeonato Argentino de 1937 jugó toda la primera rueda para River Plate, equipo que realizó una campaña excepcional. Pero para la segunda rueda, Rongo pasó a préstamo a Argentinos Juniors, que en ese torneo descendió de categoría junto a Quilmes (fue el primer campeonato profesional con descensos). Es decir que Rongo, en un mismo año, integró un equipo, el campeón, y otro, uno de los descendidos.
Siguió su carrera, en el Fluminense de Brasil en 1940 y 1941, donde ostenta un récord compartido de 6 goles en un solo encuentro ante el São Cristóvão, el 20 de julio de 1941. En 25 partidos con el Fluminense convirtió Rongo 36 goles, un promedio de 1,44 por partido. 
Volvió a Argentina para jugar en Platense durante dos años, luego jugó en varios clubes del ascenso para terminar su carrera en San Telmo donde jugó 6 partidos y marcó la misma cantidad de tantos.

## Semblanza Revista El Gráfico 100 ídolos de River
"Sus mayores pecados fueron haber sido contemporáneo de Bernabé Ferreyra y jugar en el mismo puesto que el Mortero de Rufino (Santa Fe). Si no, seguramente, la historia de Rongo hubiese sido más asombrosa de lo que fue. Igualmente, pese a estar condenado a vivir a la sombra del goleador titular, se destacó como cañonero de aquella década del 30. Si Bernabé tiene más goles que partidos en River, Rongo no se queda atrás (NdR 58 goles en 48 partidos, 1,21 de promedio): jugaba poco pero, cada vez que le tocaba, la metía. Al igual que Bernabé, Rongo era potente, decidido, encarador, rápido y arrasador. En definitiva, un goleador serial frente al arco. Y era un romperredes con todas las letras ya que, con su fuerte remate, dos veces la rompió de verdad: una en Mendoza y otra en Reserva ante Chacarita. Subió desde Inferiores a Primera en 1935 y, cinco años más tarde, se fue al fútbol brasileño. Claro que al no tener mucho lugar para mostrarse, en el 37 pasó a préstamo a Argentinos. Amigo de Troilo, falleció en 1981."

## Clubes
| Club               | País      | Año       |
| ------------------ | --------- | --------- |
| River Plate        | Argentina | 1935-1937 |
| Argentinos Juniors | Argentina | 1937      |
| River Plate        | Argentina | 1938-1940 |
| Peñarol            | Uruguay   | 1939      |
| Fluminense         | Brasil    | 1940-1941 |
| Platense           | Argentina | 1942-1944 |
| Temperley          | Argentina | 1945      |
| Excursionistas     | Argentina | 1946-1947 |
| San Telmo          | Argentina | 1947      |

## Estadísticas
Datos actualizados al fin de la carrera deportiva.
| River Plate Argentina |               |               |     |     |   |    |     |      |      |
| 1.ª | 1935          | 4             | 5   | -   | - | 4  | 5   | 1,00 |      |
| 1.ª | 1936          | 11            | 6   | -   | - | 11 | 6   | 0,54 |      |
| 1.ª | 1937          | 3             | 3   | -   | - | 3  | 3   | 0,66 |      |
| 1.ª | 1938          | 20            | 33  | -   | - | 20 | 33  | 1,65 |      |
| 1.ª | 1939          | 7             | 10  | -   | - | 7  | 10  | 1,42 |      |
| 1.ª | 1940          | 3             | 1   | -   | - | 3  | 1   | 0,33 |      |
| Total club | Total club    | 48            | 58  | 0   | 0 | 48 | 58  | 1,21 |      |
| Argentinos Juniors Argentina |               |               |     |     |   |    |     |      |      |
| 1.ª | 1937          | 13            | 8   | -   | - | 13 | 8   | 0,61 |      |
| Total club | Total club    | 13            | 8   | 0   | 0 | 13 | 8   | 0,61 |      |
| Peñarol · Uruguay |               |               |     |     |   |    |     |      |      |
| 1.ª | 1939          | 12            | 10  | 2   | 1 | 14 | 11  | 0,78 |      |
| Total club | Total club    | 12            | 10  | 2   | 1 | 14 | 11  | 0,78 |      |
| Fluminense · Brasil |               |               |     |     |   |    |     |      |      |
| 1.ª | 1940          | 24            | 36  | -   | - | 24 | 36  | 1,50 |      |
| 1.ª | 1941          | 18            | 25  | -   | - | 18 | 25  | 1,38 |      |
| Total club | Total club    | 42            | 61  | 0   | 0 | 42 | 61  | 1,41 |      |
| Platense Argentina |               |               |     |     |   |    |     |      |      |
| 1.ª | 1942          | 28            | 23  | -   | - | 28 | 23  | 0,82 |      |
| 1.ª | 1943          | 1             | 0   | -   | - | 1  | 0   | 0,00 |      |
| 1.ª | 1944          | 20            | 14  | 2   | 1 | 22 | 15  | 0,68 |      |
| Total club | Total club    | 49            | 37  | 2   | 1 | 51 | 38  | 0,74 |      |
| Total carrera | Total carrera | Total carrera | 122 | 113 | 4 | 2  | 168 | 176  | 1,04 |
| (1) Incluye datos del Torneo de Honor (1939) y de la Copa de Competencia Británica (1944). (2) No incluye goles en partidos amistosos. |               |               |     |     |   |    |     |      |      |

## Palmarés

### Campeonatos nacionales
| Título               | Equipo      | País      | Año  |
| -------------------- | ----------- | --------- | ---- |
| Campeonato Argentino | River Plate | Argentina | 1936 |
| Copa de Oro          | River Plate | Argentina | 1936 |
| Copa Aldao           | River Plate | Argentina | 1936 |
| Campeonato Argentino | River Plate | Argentina | 1937 |
| Campeonato Carioca   | Fluminense  | Brasil    | 1940 |
| Campeonato Carioca   | Fluminense  | Brasil    | 1941 |